# En la memoria de la piel
En la memoria de la piel es el séptimo álbum discográfico de la cantautora española Rosana, publicado el 4 de noviembre de 2016, por Warner Music España.  El 25 de mayo de 2018 se publicó su reedición con versiones acústicas de los temas originales y dos canciones inéditas.

## Canciones
1. Quién
2. El cielo que me das
3. En la memoria de la piel
4. No olvidarme de olvidar
5. Puede ser
6. Si dejo
7. Ahora
8. Con una hora menos
9. Con los 5 sentidos
10. Agua de llorar
11. Silencio